# All or Nothing: The U.S. Remix Album
 (février 2017).
Si vous disposez d'ouvrages ou d'articles de référence ou si vous connaissez des sites web de qualité traitant du thème abordé ici, merci de compléter l'article en donnant les références utiles à sa vérifiabilité et en les liant à la section « Notes et références ».
Albums de Milli Vanilli
Girl You Know It's True
(1989) The Remix Album
(1990)
All or Nothing: The U.S. Remix Album est un album compilation de remixes du groupe de dance d'origine allemande Milli Vanilli, sorti en 1989.

## Présentation
En raison de l'importance des différences entre l'original premier album de Milli Vanilli, All or Nothing, et la version des États-Unis Girl You Know It's True, le producteur, Frank Farian, a décidé de rééditer ces chansons inédites précédemment dans un album remix.
Les chansons inédites en Europe sont Blame It On The Rain, More Than You'll ever know, Take It As It Comes, It's Your Thing. La plupart des titres sur cet album sont entièrement remixés de la version incluse dans le premier album américain.
Cet album n'est pas à confondre avec Remix Album, sorti un an plus tard, en 1990, uniquement aux États-Unis.

## Liste des titres
| 1.    | Blame It on the Rain (Super Club Mix)         | 6:44 |
| 2.    | More Than You'll Ever Know                    | 3:52 |
| 3.    | Take It as It Comes                           | 4:12 |
| 4.    | It's Your Thing                               | 4:06 |
| 5.    | Dreams to Remember (Remix)                    | 3:48 |
| 6.    | All or Nothing (US Club Mix)                  | 4:31 |
| 7.    | Baby Don't Forget My Number (N.Y. Subway Mix) | 4:53 |
| 8.    | I'm Gonna Miss You (Long Version Remix)       | 5:07 |
| 9.    | Girl You Know It's True (N.Y. Subway Mix)     | 6:28 |
| 43:47 |                                               |      |

## Crédits

### Membres du groupe
- Rob Pilatus et Fabrice Morvan : Prestation scénique
- Charles Shaw : Chant, chœurs
- John Davis : Chant, chœurs
- Brad Howell : Chant

### Technique
- Frank Farian : production
- Tobias Freund, Bernd Berwanger, Norbert Janicke, Jens Seekamp : mixage
- P.G. Wilder, Pit Loew, Toby Gad, Jens Gad : arrangements
- Esser & Strauss : photographie